# Taeromys taerae
Taeromys taerae — вид пацюків (Rattini), ендемік Сулавесі, Індонезія.

## Морфологічна характеристика
Довжина голови й тулуба від 195 до 221 мм, довжина хвоста від 215 до 219 мм, довжина лапи від 44 до 46 мм, довжина вух 22 мм. Волосяний покрив довгий і шерстистий. Верхні частини темно-сірі, а черевні світліші. Ноги темно-коричневі, пальці білі. Хвіст коротший за голову і тіло, базальна третина чорнувата, решта жовтувата.

## Середовище проживання
Цей вид зустрічається у високогір'ї північно-східного Сулавесі, де він відомий з трьох дуже близьких місцевостей, від 600-800 м. Ймовірно, він зустрічається ширше, ніж свідчать поточні записи. Мешкає в гірських лісах.

## Загрози й охорона
Ймовірно, на нього вплине триваюча втрата лісу, і, ймовірно, він присутній на ринках м’яса дичини. Невідомий із жодних заповідних територій.